# Pseudoplatylabus capitatus
Pseudoplatylabus capitatus là một loài tò vò trong họ Ichneumonidae.